# Anoncia
Anoncia is een geslacht van vlinders uit de familie prachtmotten (Cosmopterigidae).

## Soorten
- A. alboligula Hodges, 1962
- A. bitoqua Hodges, 1978
- A. brunneipes Hodges, 1962
- A. callida Hodges, 1962
- A. conia (Walsingham, 1907)
- A. chordostoma Meyrick, 1912
- A. flegax Hodges, 1978
- A. fregeis Hodges, 1978
- A. furvicosta Hodges, 1962
- A. glacialis Hodges, 1962
- A. leucoritis Meyrick, 1927
- A. loexya Hodges, 1978
- A. longa Meyrick, 1927
- A. mones Hodges, 1978
- A. mosa Hodges, 1978
- A. naclia Hodges, 1978
- A. nebritis Hodges, 1962

- A. nocticola Hodges, 1962
- A. noscres Hodges, 1978
- A. piperata Hodges, 1962
- A. porriginosa Hodges, 1962
- A. psentia Hodges, 1978
- A. psepsa Hodges, 1978
- A. slales Hodges, 1978
- A. smogops Hodges, 1978
- A. venis Hodges, 1978